# Saison 32 d'Alerte Cobra
Chronologie
Saison 31 Saison 33
Cet article présente le guide des épisodes la trente-deuxième saison de la série télévisée Alerte Cobra.

## Distribution

### Acteurs principaux
- Erdoğan Atalay : Sami Gerçan (inspecteur)
- Tom Beck : Ben Jäger (inspecteur)

### Acteurs récurrents
- Katja Woywood : Kim Krüger (chef de service)
- Daniela Wutte : Susanne König (secrétaire)
- Gottfried Vollmer : Boris Bonrath (brigadier)
- Katrin Heß : Jenny Dorn (brigadier)
- Niels Kurvin : Armand Freund (police scientifique)
- Kerstin Thielemann : Isolde Maria Schrankmann (procureure générale)
- Carina Wiese : Andréa Gerçan (femme de Sami)

## Diffusion
En Allemagne, la saison a été diffusée du 6 septembre 2012 au 4 octobre 2012, sur RTL Television.
En France, la saison a été diffusée du 10 au 17 octobre 2013 sur TMC.

## Épisodes

### Épisode 1:Les anges de la mort
- Allemagne : 6 septembre 2012 sur RTL Television
- France : 10 et 11 octobre 2013 sur TMC

- Manfred Lehmann
- Ralf Moeller
- Rüdiger Klink
- Tim Oliver Schultz
- Vivien Wulf
- Katrin Hess

De grands changements ont affecté la brigade autoroutière : Sami s'est en effet retiré du service actif pour des raisons personnelles et est désormais affecté à un poste administratif. De son côté, Ben doit s'habituer tant bien que mal à travailler avec une nouvelle partenaire, avec qui il peine à s'entendre.

### Épisode 2:Menace sur la ville
- Allemagne : 13 septembre 2012 sur RTL Television
- France : 14 octobre 2013 sur TMC

Après une course-poursuite sur l'autoroute, Ben et Sami interceptent Hendrik Larsen, un dangereux criminel recherché pour plusieurs meurtres. Cette arrestation est importante à la fois pour la police, mais également pour Laura, une petite fille atteinte de leucémie. Elle a en effet besoin de subir une greffe de moelle osseuse et Larsen se révèle être un donneur compatible.
Larsen accepte l'opération afin d'aider la jeune fille, mais le jour de l'opération, 

### Épisode 3:La vie cachée de Boris
- Allemagne : 20 septembre 2012 sur RTL Television
- France : 15 octobre 2013 sur TMC

### Épisode 4:Les disparues
- Allemagne : 27 septembre 2012 sur RTL Television
- France : 16 octobre 2013 sur TMC

### Épisode 5:Un cousin encombrant
- Allemagne : 4 octobre 2012 sur RTL Television
- France : 17 octobre 2013 sur TMC